# Jérémy Lorca
Jérémy Lorca, né à Avion (Pas-de-Calais), est un humoriste, comédien et écrivain français.

## Biographie
Jérémy Lorca naît à Avion, d'un père italien et d'une mère polonaise. Il quitte Lille à l'âge de 20 ans, puis se rend à Paris.

### One-man-show
En avril 2015, il monte pour la première fois sur scène en tant qu’humoriste avec son one-man-show Bon à Marier, qu'il joue pendant trois ans à Paris (comédie des boulevards, théâtre du Gymnase, Alhambra),. Le spectacle aborde le thème de la recherche du grand amour et celui du coming out. 
En juillet 2018, il crée à Avignon son deuxième spectacle, Viens on se marre, un stand-up abordant les thèmes du suicide, du terrorisme, de l’homophobie, etc., et interdit aux moins de 16 ans. C'est l'une des révélations du festival ; il le jouera ensuite à la rentrée 2018 au théâtre du Marais,.

### Presse
Télérama accorde 2T à son stand-up Viens, on se marre.
Charlie Hebdo consacre un article d’une demi-page à son premier spectacle[source insuffisante].
Vanity Fair le place dans les 40 personnalités de 2018.
Il est également photographié pour le blog des Inrocks, par le cofondateur du magazine, Renaud Monfourny.